# الجرف (ذي السفال)

تعديل مصدري - تعديل

الجرف هي إحدى قرى عزلة وادي ضباء بمديرية ذي السفال التابعة لمحافظة إب، بلغ تعداد سكانها 1002 نسمة حسب تعداد اليمن لعام 2004.